# Halvspækhugger
Halvspækhuggeren (Pseudorca crassidens) er en omkring 4 meter lang hval i delfinfamilien. Det er en oceanisk art, der forekommer i subtropiske og tropiske områder over hele jorden, men den menes at være sjælden. Kropsbygning og tænder minder om spækhuggerens, men halvspækhuggeren er ensfarvet sort. Der vides kun lidt om arten – meget af vores viden stammer fra strandede dyr. Den er fundet strandet i Danmark nogle få gange, senest i 1935 ved Blokhus. Halvspækhuggeren er den eneste art i slægten Pseudorca.

## Beskrivelse
Halvspækhuggeren har en slank krop med en relativt lille rygfinne. Karakteristisk er en bøjning på luffen, kaldet "albuen". Halefinnens ender er spidse, og i midten findes en tydelig kløft. Halvspækhuggeren er ensfarvet mørkegrå eller sort. Den bliver op til 6 m lang og kan veje 1.500 kg.
Det er et socialt dyr, der lever i grupper på 10-50 individer. Det er en hurtig og aktiv svømmer. Den kan hoppe helt fri af vandet, og vil ofte lande på siden med et stort plask, men kan også foretage mere yndefulde spring. Den er ikke sky og opsøger gerne skibe for at ride på deres bovbølge eller kølvand. Den lever af fisk og blæksprutter, men kan også tage mindre hvaler (inklusiv delfiner).
Halvspækhuggeren blev første gang videnskabeligt beskrevet af den engelske palæontolog Richard Owen i 1846 ud fra et fossil fundet i det østlige England. Man troede derfor, at der var tale om en uddød hvalart, men i 1861 blev arten første gang bekræftet som nulevende, da et individ i en flok blev skudt i Kiel Bugt i Østersøen. Dyret blev identificeret af den danske zoolog Johannes Reinhardt. Året efter strandede i øvrigt flere dyr ved de danske og svenske kyster.
Halvspækhugger og øresvin har i fangenskab fået unger sammen. Krydsningen kaldes for en 'wolphin' (en kombination af whale og dolphin).

## Udbredelse
Selv om den ikke ses ofte til havs, lader halvspækhuggeren til at være udbredt, omend sjælden, i subtropiske og tropiske områder, både i Atlanterhavet, det Indiske Ocean og Stillehavet. Den ses oftest på dybt vand fjernt fra kysten, men er også set i Middelhavet og Rødehavet. Desuden findes mange meldinger om dyr i tempererede havområder, men de menes at have bevæget sig uden for deres normale udbredelsesområde.
Den totale population er ukendt. I det østlige, tropiske Stillehav menes bestanden at være på omkring 40.000 individer.

## Jagt og forfølgelse
Halvspækhuggeren bliver i mindre grad udsat for jagt ved Saint Vincent i Vestindien og ved Japan, hvor et mindre antal dræbes hvert år. Den har desuden længe været ugleset af fiskere, især tunfiskere. Halvspækhuggeren tager den fisk, der anvendes som madding fra fiskernes liner. Fiskere af japansk ravfisk (Seriola quinqueradiata) fra øen Iki i det sydvestlige Japan har jaget halvspækhuggeren for at reducere konkurrencen om denne fiskeart. Ni hundrede individer blev dræbt af denne grund mellem 1965 og 1980.

## Strandinger
Arten har tendens til massestrandinger. F.eks. strandede ca. 140 halvspækhuggere den 2. juni 2005 ved Geographe Bay i det vestlige Australien. Alle hvaler på nær en enkelt blev med succes flyttet tilbage i vandet efter en hjælpeindsats fra 1.500 frivillige. Fra Danmark er kendt fem strandinger: fire i 1862 (Røsnæs, Asnæs, Kerteminde og Middelfart) og en i 1935 (Løkken).

## Galleri
- Halvspækhugger (t.v.) i fangenskab med delfin i Japan
- Strandede halvspækhuggere ved Flinders Bay nær Kap Leeuwin i det sydvestlige Australien i 1986
- Størrelsesforhold sammenlignet med et menneske